# Морис Алмонд
Морис Алмонд (енгл. Morris Almond; Далтон, Џорџија, 2. фебруар 1985) је бивши амерички кошаркаш. Играо је на позицији бека.

## Биографија
Алмонд је од 2003. до 2007. године похађао Универзитет Рајс на коме је играо за екипу Рајс оулса. У сезони 2005/06. просек од 21,9 поена по мечу донео му је епитет најбољег стрелца C-USA конференције. У сезони 2006/07. је са постигнутих 26,4 поена по мечу био и трећи најбољи стрелац на националном нивоу, док је у оквирима C-USA конференције изабран за играча године.
На НБА драфту 2007. као 25. пика одабрао га је Јута џез и одмах са њим потписао двогодишњи уговор. У сезони 2007/08. је за Џезере одиграо само 9 утакмица, а много бољу прилику добио је у њиховој филијали из НБА развојне лиге - Јута флешу. Алмонд је са просеком од 25,6 поена по мечу био најбољи стрелац развојне лиге за сезону 2007/08. У сезони 2008/09. добио је значајнију улогу у екипи Јута џеза, а на укупно 25 мечева просечно је у игри проводио 10,2 минута и уписивао по 3,7 поена, 1,4 скока и 0,3 асистенције. Ипак, и у тој сезони одређени период провео је на позајмици Јута флешу.
Пред почетак следеће НБА сезоне није успео да се наметне Орландо меџику, те је уследио повратак у НБА развојну лигу. Од 10. децембра 2009. играо је за Спрингфилд армор, а 15. фебруара 2010. прешао је у Мејн ред клоз.
У априлу 2010. ангажовао га је Реал Мадрид. Сезону 2010/11. провео је у италијанском Скаволинију. Наредну сезону започео је у украјинском клубу Черкаски мавпи, али га је напустио већ после неколико утакмица.
Од јануара 2012. поново је бранио боје Мејн ред клоза. Током априла 2012. накратко се вратио у НБА и то као играч Вашингтон визардса, а на 4 одигране утакмице остварио је просечни учинак од 3,5 поена, 2 скока и 0,5 асистенција.
Дана 19. августа 2012. потписао је једногодишњи уговор са Црвеном звездом. Међутим, отпушен је већ два месеца касније, будући да је приказао знатно лошију игру од очекиване. У Звездином дресу одиграо је само 5 утакмица у Јадранској лиги, а просечно је на њима бележио по 6 поена, 3,6 скокова и 0,2 асистенције.
Средином децембра 2012. још једном се нашао у НБА развојној лиги - овога пута као играч екипе Ајова енерџи. Одатле је 30. јануара 2013. трејдован Лос Анђелес дефендерсима, за које је играо до краја те сезоне.